# Maurizio Casasco
Maurizio Casasco (Rivanazzano Terme, 7 settembre 1954) è un politico italiano.

## Biografia
Laureato in medicina e specializzato in medicina dello sport, è presidente della Federazione Medico Sportiva Italiana ed è stato presidente della Confederazione italiana della piccola e media industria. 
Alle elezioni politiche del 2022 viene eletto deputato per Forza Italia nel collegio uninominale di Brescia.